# Kutatók Éjszakája
Az Európai Kutatók Éjszakája (angolul European Researcher's Night) az Európai Bizottság Marie Sklodowska-Curie Actions kezdeményezésére és támogatásával az EU-ban és azon túl megrendezett programsorozat minden év szeptember utolsó péntekén, melynek célja a kutatói életpálya bemutatása és vonzóvá tétele. A 2005-ben indult kezdeményezés 2006 óta Magyarországon is évente megrendezésre kerül.
2018-ban először az esemény kétnapos: szeptember utolsó pénteke-szombatja.
A kb. 30 országban, több mint 340 városban megszervezett Kutatók Éjszakáján több mint 21000 kutatóval lehet találkozni, személyes kapcsolatot teremteni, játszani, beszélgetni, sportolni, miközben bepillantást nyerünk a tudomány titokzatos világába.
2016 óta a Regionális Információs és Fejlesztő Tudásközpont a koordinátora az eseménynek.

## Célja
A fesztivál célja a tudomány közelítése a társadalomhoz, a tudományos eredmények népszerűsítése és elsősorban az, hogy növelje a tudományos karrier vonzerejét a fiatalok, elsősorban a 10-18 éves diákok körében, de természetesen a rendezvény keretében szervezett programok nemcsak ennek a korosztálynak szólnak. A Kutatók Éjszakája mára a legnagyobb hazai tudományos-ismeretterjesztő fesztivállá vált, ahol számos érdekességet tudhatunk meg a minket körülvevő világról a tudomány segítségével és megismerhetjük a magyar kutatók közösségét.

## Programja
Felsőoktatási intézmények, kutatóintézetek, kutatócsoportok, laboratóriumok, kutatással foglalkozó vagy azzal bármilyen kapcsolatban álló intézmények, szervezetek kínálnak tudományos, ismeretterjesztő, ugyanakkor szórakoztató programokat a rendezvény keretében. A Kutatók Éjszakája rendezvénysorozat az az évek során olyan népszerűségre tett szert országszerte, hogy sok új intézmény, szervezet csatlakozik évről évre az eseményhez programokkal. A 2006-ban még csak négy intézmény szervezésében megvalósuló rendezvény így 2013-ban már 72 programszervezőt számlált. A Kutatók Éjszakájának főszereplői a kutatók, maga a rendezvény pedig az ő nyilvános elismerésüket állítja a középpontjába. A cél annak bemutatása, hogy a kutatók, amellett, hogy különleges hivatásuk van, a magánéletben valójában ők is átlagos, hétköznapi emberek. 2013-ban 2231 kutató, oktató, programgazda gondoskodott a minőségi szórakoztatásunkról. 2017-ben 40 városban, 150 helyszínen szervezett több mint 2000 eseményt több mint 130 programszervező.
A Kutatók Éjszakája keretében szervezett rendezvényeken minden tudományterület képviselteti magát érdekes, tudományos programokkal. Érdeklődjön akár a természettudományok, műszaki tudományok, orvostudományok, agrártudományok, társadalomtudományok, bölcsészettudományok, vagy akár a művészetek iránt biztos, hogy mindenki talál számára érdekes és vonzó programot.
Ami a programtípusokat illeti, az Kutatók Éjszakája folyamán laborlátogatások, előadások, kísérletek, beszélgetések, interaktív játékok, kiállítások, műhelyfoglalkozások, színielőadások és koncertek, éjszakai égbolt tanulmányozás és szabadtéri akadályverseny, fényképezés és még sok minden más között válogathatnak az érdeklődök. A programok szervezésekor szem előtt tartják „gyere be hozzánk, kimegyünk hozzád” elvet. Azaz a „gyere be hozzánk” égisze alatt szerveznek laborlátogatásokat, intézménylátogatásokat, ahol a látogatók különleges helyekre nyerhetnek bebocsátást. Ugyanakkor a koncepció „kimegyünk hozzád” felének megfelelően maguk a kutatók is feltűnnek olyan közterületeken, ahol egyébként nem nagyon számítanánk a megjelenésükre kutatói minőségükben: a részt vevő városok központjában, főterein és utcáin, közintézményeiben, kiállító- és koncerttermeiben, színházakban, buszon, vagy kávéházakban, egyéb közösségi helyszíneken rendezik. Pl. Budapesten volt már program a Millenárison, a Gödörben (ma Akvárium Klub), a Dürer Rendezvényházban, aluljárókban, a Keleti Pályaudvarnál, stb. A helyszín választással is hangsúlyozni kívánják a rendezvény fesztivál jellegét szórakoztató, laza, spontán, rugalmas karakterét, a tudományos elefántcsonttoronyba való betekintési lehetőséget, a tudománynak a mindennapi élethez való szoros kapcsolódását, a tudomány, és a tudományt művelő kutatók elérhetőségét.
Minden program ingyenesen látogatható.

## Története Magyarországon
A magyarországi Kutatók Éjszakája rendezvénysorozat látogatottsága az évek során néhány ezerről több tízezerre emelkedett, a programok száma közel százszorosa a 2006-ban megrendezettnek, a konzorcium több mint háromszor annyi partnert számlál, mint a kezdetekben. Míg az első évben összesen két város rendezett Kutatók Éjszakáját, ma már az ország összes régiójában elérhetők a programok minden érdeklődő számára. A sajtómegjelenések folyamatos növekedésével együtt növekszik a rendezvény ismertsége, presztízse, így kiemelkedővé vált a tudományos kutatást népszerűsítő rendezvények között.

### 2005
A 2005-ös rendezvény még csak egyetlen programpontot foglalt magába, egy maratoni előadássorozatot a Budapesti Műszaki és Gazdaságtudományi Egyetem szervezésében.

### 2006
2006. szeptember 22-én már öt intézmény szervezett programokat két városban. Budapesten a Tempus Közalapítvány, a Budapesti Műszaki és Gazdaságtudományi Egyetem, az Eötvös Loránd Tudományegyetem, és a Mindentudás Egyeteme, Győrben pedig a Széchenyi István Egyetem. E két helyszínen összesen közel 3000 látogató vett részt, és a sajtó 80 megjelenésben számolt be az eseményről.
Programok 2006-ból: látogatás a Műegyetem repülésszimulátor-laboratóriumába, Budapest föld alatti világa címmel a barlangok és a termálvizek létrejöttének titkai, természeti katasztrófák a médiában és a filmekben.

### 2007
2007. szeptember 28-án tíz város tizenkét intézményében zajlottak a programok. 2007-re az előző évi eredményeken felbuzdulva számos felsőoktatási intézmény jelezte részvételi szándékát a Tempus Közalapítvány felé, s így a magyarországi partnerség kétszeresére bővült. A koordinátor intézmény mellett a magyarországi programokat a Magyar Tudományos Akadémia Mezőgazdasági Kutatóintézete, az Eötvös Loránd Tudományegyetem, a Budapesti Műszaki és Gazdaságtudományi Egyetem, a Budapesti Corvinus Egyetem, a Pázmány Péter Katolikus Egyetem, a Nyugat-magyarországi Egyetem, a Széchenyi István Egyetem, az Eszterházy Károly Főiskola, a Szegedi Tudományegyetem, a Debreceni Egyetem és a Miskolci Egyetem szervezte meg. A projekt zárásakor, több mint 22.000 látogatóról és 350 sajtómegjelenésről számoltak be.

### 2008
2008. szeptember 26-án a Kutatók Éjszakája meghaladta a 30 000 fős látogatói létszámot. Az érdeklődők közel 600 program közül választhattak 18 városban. A szervező intézmények száma 14-re bővült, csatlakozott a konzorciumhoz a Pécsi Tudományegyetem és a gödöllői Szent István Egyetem is. Ezzel a projekt konzorciumi szinten tulajdonképpen elérte az Európai Bizottság támogatási keretéből finanszírozható határait, több csatlakozó programot önköltséges alapon tudtak integrálni. A hivatalos partnerek mellett saját forrásból kapcsolódott a Bajai Csillagvizsgáló, a Nyíregyházi Főiskola, a kőszegi ISES Alapítvány és a Hotel Írottkő, valamint a Zrínyi Miklós Nemzetvédelmi Egyetem. 2008-ban népszerűsítették először a programot rádióban: a Kutatók Éjszakája reklámját a Civil Rádió és az MR2 Petőfi Rádió sugározta. Az eseménysorozat fővédnöke Dr. Kürti Sándor volt, aki sikereivel példaként áll a következő kutatói generáció előtt.

### 2009
A 2009. szeptember 25-én megrendezett Kutatók Éjszakája a Kreativitás és Innováció Európai Évének kiemelt rendezvénye volt. A Kutatók Éjszakája mottóját Albert Einsteintől kölcsönözték: „Nem vagyok különösebben tehetséges, csak szenvedélyesen kíváncsi!” A rendezvények központi helyszíne a Millenáris Park volt. A rendezvény fővédnöke Losonczi Áron, a fényáteresztő beton feltalálója, a Kreativitás és Innováció Európai Évének magyar nagykövete volt. 2009-ben a felsőoktatási és kutató intézetek által bemutatott laboratóriumok és interaktív programok mellett, olyan események megrendezésére is vállalkoztak, ahol a kutatások gyakorlati hasznosítása kerül előtérbe, illetve az a kutató, aki üzletemberként és tudományos szakemberként egyaránt megállja a helyét napjaink világában. A partnerség fix keretei miatt a hivatalos konzorcium összetételén alig változtattak az előző évihez képest. Új programszervezők csatlakozhattak, amennyiben finanszírozni tudták a saját tevékenységeiket. Ilyen státuszban vett részt az eseménysorozaton a szarvasi Halászati és Öntözési Kutatóintézet, a Kecskeméti Főiskola, a Modern Üzleti Tudományok Főiskolája, a Nyíregyházi Főiskola, a Pannon Egyetem, a Zrínyi Miklós Nemzetvédelmi Egyetem, valamint ebben az évben először a Semmelweis Egyetem.
Programok 2009-ből: BME repülésszimulátor és a szélcsatorna; Győrben akadályverseny várta a kiskutatókat; a Szegeden csillagparty-t tartottak a csillagászok és megtudhatta a nagyközönség, hogyan dolgozik a geológus terepen; Debrecenben különféle növényi eredetű anyagok orvosi felhasználásának legújabb eredményeiről lehetett hallani és megismerkedhettek a genomkutatás módszereivel is. 2009-ben országosan negyven-negyvenötezer látogatót mondhatott magáénak a Kutatók Éjszakája. A központi rendezvény több mint 3500 érdeklődőt vonzott.

### 2010
2010-ben két magyar pályázat nyerte el az Európai Bizottság által kiírt pályázaton. Az egyiket a Tempus Közalapítvány, a másikat a Bay Zoltán Alkalmazott Kutatási Alapítvány koordinálta. Különös hangsúlyt fektettek az UNESCO által 2010-re meghirdetett Biodiverzitás Nemzetközi Évének jegyében zajló programpontokra. Először vált lehetővé iskolás csoportok számára a regisztráció. A média érdeklődése ebben az évben lett először látványos: a kereskedelmi televíziókban és rádióban is jelent meg híradás az eseményről. A sajtómegjelenések száma 500 fölé emelkedett, s az esemény napján több tv stáb is tudósított az egyes helyszínekről. Ebben az évben csak a budapesti programokon közel tízezer látogató fordult meg az egyetemi campusokon és a Millenárison. Országszerte pedig 24 városban, 46 helyszínen villantak fel ismét a különböző tudományágak érdekességei. Összesen közel 50,000 látogató volt kíváncsi a programokra.
Programok 2010-ből: Egerben a legnagyobb sikere a Dobó téri Street Science akciónak volt, míg Szarvason a Halászati Kutatóintézetben egy 18 kilós vágótok, Berettyóújfaluban egy egyedülálló 5500 éves rézmaszk, Győrben pedig egy nyilvános videokonferencia kötötte le közönséget.

### 2011
2011-ben a lelkes kutatók, a kapcsolódó intézmények és az érdeklődő közönség száma tovább nőtt: 26 város 55 intézménye nyitotta meg kapuit, s becsléseink szerint több, mint ötvenezer látogató volt kíváncsi a kutatók titokzatosnak tűnő munkájára. A budapesti programokon több, mint 10,000 látogató fordult meg. A látogatók összetételében a fiatalok aránya nőtt a korábbiakhoz képest, de 2011-ben is érkeztek egész családok és képviseltette magát az idősebb korosztály is. Az előzetes regisztrációt igénylő programok szinte minden helyszínen 100%-os részvétellel zajlottak. 2011-ben tudtak először beszámolni arról, hogy sokan előre megtervezett menetrenddel, céltudatosan keresték a programokat. Új csatlakozóként érkezett a programhoz a Természettudományi Múzeum, vagy az MTA SZTAKI.
Programok 2011-ből: A Miskolci Egyetemen a tanbánya látogatás volt a legnépszerűbb, a gödöllői Szent István Egyetemen a Botanikus Kertben az elemlámpás éjszakai túra. A Corvinus Egyetemen a talaj- és vízminták elemzése és gyümölcsök a biokozmetikában voltak a legkedveltebb programok, míg a Bajai Csillagvizsgálóban a lézerpálcás csillagkép tanítás és a különleges felfújható mobil planetárium, Veszprémben pedig az informatikusok éjszakája.

### 2012
2012-ben a Kutatók Éjszakája számos ismert kutatót is üdvözölhetett előadói között. Vendégük volt többek között Czeizel Endre genetikus, Zacher Gábor toxikológus, Németh Lajos meteorológus, Oroszi László feltaláló, Mérő László matematikus. Ebben az évben először tapasztalták, hogy sok diák iskolás csoporttal, szervezetten érkezett budapesti és vidéki programokra is, sok iskola immár visszatérő látogatóként. A vidéki érdeklődés is egyre nőtt: a vidéki helyszíneken átlagosan 20 százalékkal többen vettek részt a programokon, a fővárosban pedig a szervezők becslése szerint körülbelül tizenkétezer látogató fordult meg 36 helyszínen. Országos szinten 2012-ben 29 város 60 intézménye nyitotta meg kapuit, s a szervezők becslése szerint közel hetvenezer látogató volt kíváncsi a kutatók munkájára. A sajtó minden eddiginél nagyobb érdeklődést mutatott, az eseményről 530 alkalommal adtak hírt, a közszolgálati médiumok mellett a kereskedelmi adók is.
Programok 2012-ből: A gödöllői Szent István Egyetem laborjaiban humán DNS-t is izolálhattak az érdeklődők, és saját DNS-üket egy kis csepp alakú üvegcsében egy nyakláncra felfűzve vihették haza. A programok mindenütt nagy sikert arattak Gödöllőtől Miskolcon át Budapestig. Szarvason a Halászati és Öntözési Kutatóintézet több 600 literes akváriummal máskor nem látható halakkal mutatta be, milyen érdekes is a vizek világa. A Corvinus Egyetemen az illóolajok, házi parfümkészítés című program volt a legnépszerűbb. Az Óbudai Egyetem 77 programja 7 helyszínen zajlott, a legnépszerűbbnek a tésztahíd bemutatása, teherbírásának mérése, és terheléses törése bizonyult.

### 2013
A 2013-as Kutatók Éjszakája rendezvény mottójául egy Szerb Antal idézet került: „Az első találkozás a tudománnyal olyan részegítő, mint a szerelem”.
A programok már délután három órától kezdődtek, s az érdeklődés egészen éjfélig folyamatos volt. A résztvevők megtudhatták, hogyan lesz egy kutatásból termék és innováció, megismerhették a biolumineszcencia, vagyis a világító élőlények rejtelmeit, de a parlagi sasok műholdas nyomkövetéséről, vagy az internetes adathalászatról is szó volt. Az egyik legnépszerűbb előadás a Miben különbözik a női és a férfi beszéd? címmel kommunikáció kutatók előadásában azt a kérdést feszegette, létezik-e olyan különös sajátossága a nők beszédmódjának, amely alkalmasabbá teszi őket vezető pozíciók betöltésére.
Az előadások mellett interaktív műhelyek várták a látogatókat. Például a Budapesti Corvinus Egyetem Növénykórtani Tanszékén DNS kutatás volt a téma, amit „Gumicukor vírusokkal” segítettek megérteni. Az ELTE fonetikai tanszéke és az MTA Nyelvtudományi Intézetének fonetikai osztálya közösen kalauzolta az érdeklődőket a „sokszínű beszéd” tudományába. Ezen a programon lehetett tesztelni az „akusztikus alkoholszondát” is, melynek segítségével beszéd alapján megállapítható, hogy valaki éppen ittas-e. Az ELTE Vulkanológia csoportja látványos kísérleteket[4] mutatott be. A Da Vinci Learning oktatási csatorna pedig 350 kilogramm citrom segítségével hozta újra működésbe a Guinness rekorder erőművét, izgalmas fizikai bemutatókkal kiegészítve. A Semmelweis Egyetem "Képes vagy!" programján az intézmény hat kara hat különböző programmal készült,[5] ezzel is hangsúlyozva az orvostudomány, mint kutatási terület sokoldalúságát és sokszínűségét.
A Kutatók Éjszakáján a Dürer rendezvényházban a kifejezetten gyermekeknek szóló programok között volt olyan, amelyről a vállalkozó kedvűek saját készítésű robotot vihettek haza, de a kicsik szórakozását számos logikai játék, fejtörő vagy a fizika alaptörvényeire épülő játék is szolgálta.
A Tempus Közalapítvány az eseményhez kapcsolódva rendezte meg a Kutatói és Szakmai Gyakorlati Helyek Börzéjét. Itt olyan kutatóintézetek, kutatói helyek, doktori iskolák és cégek mutatkozhattak be, melyek szívesen fogadnának magyar és külföldi kutatókat, doktoranduszokat szakmai gyakorlat teljesítésére, illetve szívesen bemutatnák kutatási tevékenységüket.
A Tempus Közalapítvány központi programján 2013-ban is igyekeztek minden programtípusból és minden tudományterületről megmutatni valami érdekeset. A látogatók száma meghaladta a 3000 főt. A kutatók a Dürer rendezvényházban összesen 50 programot valósítottak meg.

### 2014
2014-ben szeptember 26-án rendezték meg a Kutatók éjszakáját. A programok nagyon színes választékban álltak az érdeklődők rendelkezésére, akár gyermek, akár felnőtt látogatott el az eseményre, mindenki biztosan megtalálhatta az érdeklődéséhez illeszkedő programot.
A Bay Zoltán Nonprofit Kft. budapesti Lézercsarnokában a látogatók megtekinthették, hogyan működik a lézervágás, elkészíthették saját, lézerrel vágott homokórájukat és acélfigurájukat – és azt is megismerhették, hogy hogyan „tesz különbséget” a lézer átlátszó és nem átlátszó anyagok között. Az érdeklődők helyszíni bemutatón megtanultak otthon bioszappant készíteni, és a 3D nyomtatás rejtelmeibe is betekintettek. A programra számos iskolai osztály látogatott el. A gyerekek a legjobban a labirintusban, vakon távirányított autóval szerettek játszani – ennek a mozgását csak számítógépen figyelték a „sofőrök”.
Vidéken Tatabányán, Miskolcon és Szegeden mutatták be munkájukat a Bay Zoltán Nonprofit Kft. kutatói. Tatabányán Star Wars és Terminátor laborban kínáltak programokat, ahol az ügyesebbek akár a Halálcsillagot is elpusztíthatták. A szegedi Biotechnológiai Intézetben algát tenyésztettek, látványos kísérleteket folytattak a jóddal, valamint megismerték, hogyan lehet „láthatóvá tenni a láthatatlant”, azaz a különböző sejtalkotókat és a DNS-t. Miskolcon, a Logisztikai és Gyártástechnikai Intézetében a nanotechnológia került a középpontba: az érdeklődők megtekintették a nanoanyagok és nanomedicina laboratóriumát vagy megtanulhatták, hogyan készíthetnek nem-newtoni folyadékot otthon.
Az Ericsson Magyarország Kft. a Kutatók Éjszakájára időzítette egy Guinness-rekord felállítását: a sikeres rekordkísérlet (és egyben fizikai-hangtani kísérlet) lényege az volt, hogy a négyezres közönség egy egyszerű PVC cső segítségével, mint egy óriási zenekar, eljátszotta Ludwig van Beethoven: IX. Szimfóniájának IV. tételét az Örömódát.
Népszerűek voltak még országszerte az éjszakai csillagászati bemutatók illetve az űrkutatással kapcsolatos előadások, demonstrációk is, amelyeket a TIT tagintézményei szerveztek. A Marie Curie kutatók maradandó emléket hagytak Óbudán, ahol a látogatókkal közösen fát ültettek az Óbuda Cluster szervezésében. A Klebelsberg Kultúrkúriában kémiai versenyt és IQ-akadályverseny szervezett gyerekeknek az RCISD Regionális Információs és Fejlesztő Tudásközpont.
Fontosabb helyszínek: Békéscsaba, Budapest, Miskolc, Nyíregyháza, Salgótarján, Szeged, Szekszárd, Szolnok, Szombathely, Tatabánya, Zalaegerszeg.

### 2015
2015-ben szeptember 25-én, pénteken délután és este az ország számos kutatóhelyén várták nyitott kapukkal és a legkülönbözőbb érdekes rendezvényekkel a gyerekeket, a felnőtteket, a fiatalokat és az idősebbeket, mindenkit, akit érdekel a tudomány, a tudományos kutatás, és azokat is, akiket még nem, mert ez után érdekelni fogja őket.
Bemutatkoztak a kutatók, a látogatók megismerhették azt a folyamatot, ahogy „az élet, a világmindenség meg minden” titkait megfejtik. Bepillanthattak a látogatók különleges, máskor nem látogatható helyszínekre, megismerhettek érdekes embereket, akik közelebb hozták az érdeklődőkhöz a tudomány érdekességeit, aktualitásait. A rendezvény célja volt, hogy a fiatalok is kedvet kapjanak ahhoz, hogy tudományos életpályát válasszanak, és reálisabbá tegye a kutatókról kialakult, sokszor sztereotípiákon alapuló, véleményt.
Az Európai Unió Horizont 2020 keretprogramja által támogatott rendezvénysorozaton hazánkban 2015-ben csaknem 70 kutatóintézet, felsőoktatási intézmény, és több száz kutató vett részt aktívan több mint 150 helyszínen, 40 településen.
Programok 2015-ből: A rendezvénysorozat számos eleme kapcsolódott az UNESCO által 2015-re meghirdetett Fény Éve akcióhoz. A tízéves évforduló kapcsán különös figyelmet szenteltek a nagyon fiatal kutatóknak, a Fasori Evangélikus Gimnázium 10 éveseknek szerveztek kémiai társasjátékot, az Andor Ilona Ének-Zenei Általános és Alapfokú Művészeti Iskola gyerekkonferenciát rendezett, amelyen 10 éves tudósjelöltek adhattak számot szakértelmükről, tudásukról.
Az Óbudai Egyetemen lehetőség volt kipróbálni sebészeti robotokat és speciális szemüvegen keresztül szemlélhették a látogatók a virtuális valóságot, valamint látványos kísérleteket csodálhattak meg a Klebelsberg Kultúrkúriában.
Az eseményt immár hagyományosan támogató Ericsson Magyarország Kft. új világrekordot tűzött ki célul, a Bay Zoltán Alkalmazott Kutatási Közhasznú Nonprofit Kft. lézershow-val készült, és bemutatta a közelmúltban világhírre is szert tett repülőeszközét, a Flike-ot. A Planetáriumban a meteoritok nyomába eredhettek az arra kíváncsiak, és a körfolyosón Marie Curie ösztöndíjasok irányításával haladhattak végig egy nagyon érdekesnek ígérkező tanösvényen.
Budapesten kívül az eddig ismert programok Békéscsabán, Miskolcon, Nyíregyházán, Salgótarjánban, Szegeden, Szekszárdon, Szolnokon, Szombathelyen, Tatabányán, Zalaegerszegen kerülnek sorra, és a részt vevő helyszínek száma még növekedni fog.
Hívószavak: Nulla emisszió, Planetárium, Kémiai társasjáték tízéveseknek, Tízéves tudósjelöltek előadásai, Meteoritok, Lézer, Virtuális valóság, Passzív ház, Fogjuk be a fényt!

### 2016
2016-ban az Európai Uniónak a programot támogató Marie Skłodowska-Curie Akciója szeptember 30-ra hirdette meg az eseményt. Egész Európában sok ezer laboratórium kínál érdekes programokat sok százezer embernek. Bár a rendezvény eredeti célja a fiatalok megnyerése a kutatói pályának, minden korosztályt szívesen láttak az ingyenes programokra.
48 magyarországi város közel 200 helyszínén több mint 2000 programmal vártak mindenkit, akit érdekelt, hogy működik a világ, mivel foglalkoznak a kutatók.
A rendezvény kimondott célja, hogy a fiatalok is kedvet kapjanak a tudományos életpályához, és reálisabbá tegye a kutatókról kialakult, sokszor sztereotípiákon alapuló véleményt. Megtudhatjuk, hogy kutatni izgalmas, jó dolog, a tudományos kutató pedig pont olyan ember, mint a családunkból, ismerőseink közül bárki más.
Programok 2016-ból: A Bay Zoltán Alkalmazott Kutatási Közhasznú Nonprofit Kft.-ben lézershow volt, drónbicikli-verseny és Flike bemutató. Az Óbudai Egyetemen sebészeti robotokat lehetett kipróbálni és  speciális szemüvegen keresztül szemlélhették a virtuális valóságot, valamint látványos kísérleteket csodálhattak meg a látogatók a Klebelsberg Kultúrkúriában. A Tudományos Ismeretterjesztő Társulat 3D-s csillagászati filmvetítéseket, érdekes előadásokat tartott a gravitációs hullámok keletkezéséről és megfigyelésükről. Idén is egy nagy kihívással készült az Ericsson Magyarország: a nyáron 4 kategóriában várták mindenki jelentkezését, aki szívesen okosítaná fel a ruháját.  Ez az Ericsson SzerCode Challenge!  A Kutatók Éjszakája legsportosabb eseményén pedig lehetőség nyílt lefutni a Naprendszer méretarányos távjait. Idén először kapcsolódott be a Csodák palotája új bemutatóhelye, a Playbar.

### 2017
2017-ben szeptember 29-én várta az érdeklődőket a Kutatók Éjszakája.
Fő programok 2017-ben: Különféle eszközöket lehetett kipróbálni a Virtuális Valóság Termében. Valósággá változtak Harry Potter kviddicsmeccsei, lehetett zongorázni a Holdon, vagy épp sétálgatni egy gyár területén közben ki sem mozdulva a Virtuális Valóság Terméből. Volt lézershow és robotautó, előadás a sorozatgyilkosokról, sebészrobotika, elektrokémiai kísérletek, űrjármű-építés és tőzsdeszimulációs játék. Lehetett konyhai természettudományos kísérleteket végezni és tűzijátékban gyönyörködni. Bemutatkozott a Gyerekegyetem, volt szabadulószoba, és betekintést nyerhettünk a villámgyártás mesterségébe. Az esemény hagyományosan legnagyobb vállalati partnere és közel 100 programjával a rendezvénysorozat egyik központi helyszíne az Ericsson Magyarország volt, amelynek idei programjában drónok voltak a főszereplők. Számos drónos bemutató mellett a közönség is részt vehetett a drónröptetésben az Ericsson Drónsimogatójában. A programhoz az idén is kapcsolódott egy tematikus kihívás Ericsson Drone Challenge néven. A sikeresen pályázók drónprogramozó workshopon vehettek részt. Az itt szerzett ismeretek alapján programozott önvezető drónok a Kutatók Éjszakáján mutatkoztak e a nagyközönségnek.

### 2018 és 2019
2018-tól az Európai Kutatók Éjszakája kétnapos rendezvény.
A Kutatók Éjszakája 2018-ban szeptember 28-ra esett. 2018-ban először egyes helyszíneken szeptember 29-én is folytatódtak a programok.
2019-ben szeptember 27-28-án már több mint 2500 programot szerveztek meg Magyarország-szerte, több mint 50 városban.

### 2020
A koronavírus járványhelyzet miatt az Európai Bizottság 2020 tavaszán úgy döntött, hogy a megszokott szeptember utolsó péntekéről és szombatjáról november 27-re és 28-ra halasztja a Kutatók Éjszakája programjait.
A szervezők reménye, hogy ekkor már szabadon együtt ünnepelhetjük a tudományt országos szinten.
További információ és programok: kutatokejszakaja.hu

### 2021
A több mint egy évtizede rendszeresen visszatérő őszi nagy tudományfesztiválra 2021-ben szeptember 24-25-én került sor.
A járványhelyzet lehetővé tette a programok személyes látogatását, de néhány programot online szerveztek meg a csatlakozó partnerek, mert a látogatás védettségi igazolványhoz volt kötve, illetve sokan még nem mertek társaságba menni a látogatók közül.
2021-ben Magyarországon nem volt nyertes EU pályázat, így az RCISD Regionális Tudásközpont létrehozta a Kutatók Éjszakája Alapítvány az Európai Tudományért, melynek közreműködésével biztosította az oktatási intézmények, az ELKH kutatóintézetek, az MTA, a múzeumok, a közkönyvtárak és a civil szervezetek számára országos szinten egységes és ingyenes megjelenést és regisztrációt.
2022
2022-ben szeptember 30.– október 1. került sor a megrendezésére. A rendezvénysorozat idejére több mint 2500 programra volt lehetőség jelentkezni szerte az országban.
2023
Az eseményt 2023. szeptember 29 – 30. között 146 szervező 200 helyszínen rendezte meg. Az esemény ebben az évben ünnepelte 18. évfordulóját. Személyes előadások mellett a látogatóknak lehetősége volt workshopokon, laborlátogatásokon, kísérleteken és online előadásokon is részt venni.[forrás?]

## Konzorciumi tagok, csatlakozó intézmények

### A konzorcium 2006-ban
- Tempus Közalapítvány – koordinátor
- Budapesti Műszaki és Gazdaságtudományi Egyetem
- Mindentudás Egyeteme
- Eötvös Loránd Tudományegyetem
- Széchenyi István Egyetem

### A konzorcium 2007-ben
- Tempus Közalapítvány – koordinátor
- MTA Agrártudományi Kutatóközpont
- Budapesti Műszaki és Gazdaságtudományi Egyetem
- Budapesti Corvinus Egyetem
- Eszterházy Károly Főiskola
- Eötvös Loránd Tudományegyetem
- Pázmány Péter Katolikus Egyetem
- Széchenyi István Egyetem
- Debreceni Egyetem
- Miskolci Egyetem
- Szegedi Tudományegyetem
- Soproni Egyetem

### A konzorcium 2008-ban és 2009-ben
- Tempus Közalapítvány – koordinátor
- MTA Agrártudományi Kutatóközpont
- Budapesti Műszaki és Gazdaságtudományi Egyetem
- Budapesti Corvinus Egyetem
- Eszterházy Károly Főiskola
- Eötvös Loránd Tudományegyetem
- Pázmány Péter Katolikus Egyetem
- Széchenyi István Egyetem
- Debreceni Egyetem
- Miskolci Egyetem
- Szegedi Tudományegyetem
- Szent István Egyetem
- Soproni Egyetem

### A konzorcium 2010-ben
2010-2013-ig két konzorcium párhuzamosan rendezte meg a magyarországi Kutatók Éjszakáját:
| - Tempus Közalapítvány – koordinátor - MTA Agrártudományi Kutatóközpont - Bajai Csillagvizsgáló - Budapesti Műszaki és Gazdaságtudományi Egyetem - Budapesti Corvinus Egyetem - Eszterházy Károly Főiskola - Eötvös Loránd Tudományegyetem - Pázmány Péter Katolikus Egyetem - Halászati és Öntözési Kutatóintézet - Semmelweis Egyetem - Szent István Egyetem - Széchenyi István Egyetem - Debreceni Egyetem - Miskolci Egyetem - Szegedi Tudományegyetem - Pécsi Tudományegyetem - Soproni Egyetem | - Bay Zoltán Alkalmazott Kutatási Alapítvány – koordinátor - Collegium Budapest - Ericsson Magyarország - Pannon Analysing Agency Ltd. |

### A konzorcium 2011-ben
| - Tempus Közalapítvány – koordinátor - MTA Agrártudományi Kutatóközpont - Bajai Csillagvizsgáló - Budapesti Műszaki és Gazdaságtudományi Egyetem - Budapesti Corvinus Egyetem - Nyíregyházi Főiskola - Eszterházy Károly Főiskola - Eötvös Loránd Tudományegyetem - Pázmány Péter Katolikus Egyetem - Halászati és Öntözési Kutatóintézet - Semmelweis Egyetem - Szent István Egyetem - Széchenyi István Egyetem - Debreceni Egyetem - Miskolci Egyetem - Szegedi Tudományegyetem - Pécsi Tudományegyetem - Soproni Egyetem | - Bay Zoltán Alkalmazott Kutatási Alapítvány – koordinátor - Collegium Budapest - Doktoranduszok Országos Szövetsége - Ericsson Magyarország - HÉTFA Kutatóintézet |

### A konzorcium 2012-ben
| - Tempus Közalapítvány – koordinátor - MTA Agrártudományi Kutatóközpont - Bajai Csillagvizsgáló - Budapesti Corvinus Egyetem - Budapesti Műszaki és Gazdaságtudományi Egyetem - Debreceni Egyetem - Eötvös Loránd Tudományegyetem - Eszterházy Károly Főiskola - Halászati és Öntözési Kutatóintézet - Miskolci Egyetem - Pázmány Péter Katolikus Egyetem - Pécsi Tudományegyetem - Semmelweis Egyetem - Széchenyi István Egyetem - Szegedi Tudományegyetem - Szent István Egyetem - Soproni Egyetem | - Bay Zoltán Alkalmazott Kutatási Közhasznú Nonprofit Kft.- koordinátor - Regionális Információs és Fejlesztő Tudásközpont Kft. - Ericsson Magyarország - HÉTFA Kutatóintézet - Doktoranduszok Országos Szövetsége |

### A konzorcium 2013-ban
| - Tempus Közalapítvány – koordinátor - MTA Agrártudományi Kutatóközpont - Bajai Csillagvizsgáló - Budapesti Műszaki és Gazdaságtudományi Egyetem - Budapesti Corvinus Egyetem - Nyíregyházi Egyetem - Eszterházy Károly Főiskola - Eötvös Loránd Tudományegyetem - Pázmány Péter Katolikus Egyetem - Halászati és Öntözési Kutatóintézet - Semmelweis Egyetem - Szent István Egyetem - Széchenyi István Egyetem - Debreceni Egyetem - Miskolci Egyetem - Szegedi Tudományegyetem - Pécsi Tudományegyetem - Soproni Egyetem | - Bay Zoltán Alkalmazott Kutatási Közhasznú Nonprofit Kft. – koordinátor - Regionális Információs és Fejlesztő Tudásközpont Kft. - HÉTFA Kutatóintézet |

### A konzorcium 2014–2015 között
- Bay Zoltán Alkalmazott Kutatási Közhasznú Nonprofit Kft. – koordinátor
- HÉTFA Kutatóintézet
- Regionális Információs és Fejlesztő Tudásközpont Kft. (RCISD)
- Tudományos Ismeretterjesztő Társulat (TIT)

### A konzorcium 2016–2017 között
- Regionális Információs és Fejlesztő Tudásközpont Kft. (RCISD) – koordinátor
- Bay Zoltán Alkalmazott Kutatási Közhasznú Nonprofit Kft.
- HÉTFA Kutatóintézet
- Tudományos Ismeretterjesztő Társulat (TIT)

### A konzorcium 2018-2019-ben
- Regionális Információs és Fejlesztő Tudásközpont Kft. (RCISD) – koordinátor
- Nők a Tudományban Egyesület (NaTE)
- Bay Zoltán Alkalmazott Kutatási Közhasznú Nonprofit Kft.
- HÉTFA Kutatóintézet
- Tudományos Ismeretterjesztő Társulat (TIT)

### A konzorcium 2020-ban
- Regionális Információs és Fejlesztő Tudásközpont Kft. (RCISD) – koordinátor
- Nők a Tudományban Egyesület (NaTE)
- Óbudai Egyetem (ÓE)
- HÉTFA Kutatóintézet
- Tudományos Ismeretterjesztő Társulat (TIT)

### Csatlakozó városok
- Baja
- Berettyóújfalu
- Budakalász
- Budaörs
- Budapest
- Csongrád
- Debrecen
- Dunaújváros
- Eger
- Esztergom
- Gödöllő
- Gyöngyös
- Győr
- Hajdúböszörmény
- Hódmezővásárhely
- Jászberény
- Kalocsa
- Kaposvár
- Kecskemét
- Kiskunfélegyháza
- Kőszeg
- Kővágószőlős
- Miskolc
- Miskolctapolca
- Mosonmagyaróvár
- Nagykanizsa
- Nagymaros
- Nyíregyháza
- Pázmánd
- Pécs
- Salgótarján
- Sárospatak
- Siófok
- Sopron
- Szarvas
- Százhalombatta
- Szeged
- Székesfehérvár
- Szekszárd
- Szentendre
- Szentes
- Szolnok
- Szombathely
- Tata
- Tatabánya
- Tihany
- Vác
- Vácrátót
- Velence
- Veszprém
- Zalaegerszeg

### Csatlakozó intézmények
Az alábbi intézmények vettek már részt a Kutatók Éjszakájában:
- Agrárgazdasági Kutató Intézet
- Állambiztonsági Szolgálatok Történeti Levéltára
- Alternatív Közgazdasági Gimnázium
- ANTSZ – Országos Epidemológiai Központ (OEK)
- ANTSZ Országos Közegészségügyi Központ (OKK)
- ANTSZ Országos Tisztiorvosi Hivatala (OTH)
- Aquincumi Múzeum
- Automotive EMEA
- Bács-Kiskun Megyei TIT
- Bajai Csillagvizsgáló
- Bay Zoltán Alkalmazott Kutatási Közhasznú Nonprofit Kft. – Budapest
- Bay Zoltán Nonprofit Kft. Bay-Bio – Szeged
- Bay Zoltán Nonprofit Kft. Bay-Logi – Miskolc
- Bercsényi Miklós Élelmiszeripari Szakképző Iskola és Kollégium
- Béres József TIT Kisvárdai Egyesülete
- BioTalentum Kft.
- Borsod-Abaúj-Zemplén Megyei Központi Kórház És Egyetemi Oktató Kórház
- Budapest Főváros Levéltára
- Budapest-Fasori Evangélikus Gimnázium
- Budapesti Corvinus Egyetem
- Budapesti Gazdasági Egyetem
- Budapesti Műszaki és Gazdaságtudományi Egyetem
- Budapesti Történeti Múzeum – Szembenézés Alapítvány
- CREATOR Nyitott Műhely
- Családfakutatók Csapata
- Csodák Palotája Playbar
- Csongrádi Batsányi János Gimnázium
- Debrecen Megújuló Energiapark
- Debreceni Egyetem
- Digiscool Programozó Iskola
- Doktoranduszok Országos Szövetsége Hittudományi Osztály
- Dr. Szabó Gyula Bemutató Csillagvizsgáló
- Dunaújvárosi Egyetem
- Edutus Főiskola
- Elektronikai Kutatóközpont Kft., B&O Engineering, Komárom önkormányzata
- ELI-ALPS Lézeres Kutatóintézet
- ELTE Füvészkert
- Eötvös József Főiskola
- Eötvös József Gimnázium (Tata)
- Eötvös Loránd Tudományegyetem
- Erdészeti Tudományos Intézet (ERTI)
- Ericsson Magyarország Kft.
- ESSRG Kft.
- Eszterházy Károly Egyetem
- Fábián Tamás Ért-Ék Alapítvány
- Felsőbbfokú Tanulmányok Intézete
- Festo
- Fiatalok Természetismereti Klubja
- Flextronics Kft.
- Fradi Múzeum
- FUTURA Interaktív Természettudományi Élményközpont
- Gábor Dénes Főiskola
- Garay János Gimnázium
- GeoChem Kft.
- Google Ground
- Grundfos Magyarország Gyártó Kft.
- Győri Egyetemi Bemutató Csillagvizsgáló
- Herman Ottó Gimnázium
- Heves Megyei Kereskedelmi és Iparkamara
- Holokauszt Emlékközpont
- Horváth Mihály Gimnázium
- Iparművészeti Múzeum
- IQ Kecskemét Ipari Kutató Kft.
- IUVENIS Ifjúságszakmai Műhelye
- Jász-Nagykun-Szolnok Megyei TIT
- Játékszerek Anno – MARBLES kft.
- Jedlik Ányos Gimnázium
- Kalocsai Szent István Gimnázium
- Kaposvári Egyetem
- Károli Gáspár Református Egyetem
- Károly Róbert Főiskola
- Kecskeméti Bányai Júlia Gimnázium
- Kecskeméti Planetárium
- Kék Pont Alapítvány
- Kiskunfélegyházi Móra Ferenc Gimnázium
- Kiss Áron Magyar Játék Társaság
- Kitchen Budapest
- Klebelsberg Kultúrkúria
- Koch Sándor Csongrád Megyei TIT
- Kós Károly Művelődési Ház és Könyvtár
- Közgyűjteményi és Közművelődési Dolgozók Szakszervezete
- KRIO Intézet Sejt- és Szövetbank Zrt.
- Kuny Domokos Múzeum
- KwakLab Kutatóintézet Nonprofit Kft.
- Lechner Tudásközpont
- Leövey Klára Gimnázium és Szakközépiskola
- Lévay József Református Gimnázium és Diákotthon
- Ligneum Látogatóközpont
- Logiscool
- Magyar Csillagászati Egyesület
- Magyar Kereskedelmi És Vendéglátóipari Múzeum
- Magyar Műszaki és Közlekedési Múzeum – Műszaki Tanulmánytár
- Magyar Művészeti Akadémia
- Magyar Nemzeti Múzeum
- Magyar Természettudományi Múzeum
- Marcel Loubens Barlangkutató Egyesület
- Matrica Múzeum és Régészeti Park
- Mediso Medical Imaging Systems
- Mezőgazdasági Biotechnológiai Kutatóközpont
- Mindentudás Egyeteme
- Miskolci Egyetem
- MMA Művészetelméleti és Módszertani Kutatóintézet
- Mobilis Interaktív Kiállítási Központ
- MOL-LUB Kft Termékfejlesztés és Alkalmazástechnikai Központ
- MTA Agrártudományi Kutatóközpont
- MTA ATK Talajtani és Agrokémiai Intézet
- MTA Szegedi Biológiai Kutatóközpont
- MTA SZTAKI
- MTA Társadalomtudományi Kutatóközpont
- MTA-Szegedi Biológiai Kutatóközpont
- MTM Bakonyi Természettudományi Múzeuma (Zirc)
- Műcsarnok
- NAIK Állattenyésztési, Takarmányozási és Húsipari Kutatóintézet
- NAIK Élelmiszertudományi Kutatóintézet
- NAIK Gyümölcstermesztési Kutatóintézet
- NAIK Halászati Kutatóintézet
- NAIK Mezőgazdasági Biotechnológiai Kutatóintézet
- NAIK Mezőgazdasági Gépesítési Intézet
- NAIK Nemzeti Agrárkutatási És Innovációs Központ
- NAIK Öntözési és Vízgazdálkodási Önálló Kutatási Osztálya
- NAIK Zöldségtermesztési Önálló kutató Osztály
- Nemzeti Élelmiszerlánc-biztonsági Hivatal
- Nemzeti Közszolgálati Egyetem
- Neumann János Egyetem
- Nógrád Megyei TIT
- Nők a Tudományban Egyesület
- Nyíregyházi Egyetem
- Nyugat-magyarországi Egyetem
- Óbudai Egyetem
- Országos Epidemiológiai Központ, Országos Közegészségügyi Központ
- Országos Húsipari Kutatóintézet Közhasznú Nonprofit Kft.
- Országos Klinikai Idegtudományi Intézet
- Országos Onkológiai Intézet – Sugárterápiás Központ
- Országos Pedagógiai Könyvtár és Múzeum
- Országos Széchényi Könyvtár
- Országos Vérellátó Szolgálat
- Országgyűlési Könyvtár
- OTP Fáy András Alapítvány
- Pallasz Athéné Egyetem
- Pannon Egyetem
- Pázmány Péter Katolikus Egyetem
- Pázmány Péter Katolikus Egyetem
- Pécsi Tudományegyetem
- PentaCore Laboratórium
- Petőfi Irodalmi Múzeum
- Piarista Iskola – Öveges Diáklabor
- Polaris Csillagvizsgáló
- Pozitron-Diagnosztika Kft.
- Progressio Mérnöki Iroda
- REGIO JÁTÉK
- Rés Szociális és Kulturális Alapítvány Női Éjjeli Menedékhelye
- Santa Lucia Egészségcentrum
- Semmelweis Egyetem
- SMART PROGRAM, Trafó Kortárs Művészetek Háza
- Soproni Egyetem
- Soproni Széchenyi István Gimnázium
- Soproni TIT
- Sugárterápiás Központ
- Synexus Magyarország Kft.
- Széchenyi István Egyetem
- Szegedi Tudományegyetem
- Szent István Egyetem
- Szent József Iskolaközpont
- Szent Özséb Barlangkutató Egyesület
- Színház- és Filmművészeti Egyetem
- Szolnoki Főiskola
- Szombathelyi Kanizsai Dorottya Gimnázium
- Szubjektív Értékek Alapítvány – EURÓPA PONT
- Takata Safety Systems Hungary Kft.
- Terkán Lajos Bemutató Csillagvizsgáló
- Természettudományi Múzeum
- Termosz Laboratórium
- Testnevelési Egyetem
- TIT Budapesti Planetárium
- TIT Jurányi Lajos Egyesülete
- TIT Komárom-Esztergom Megyei Egyesülete
- TIT Körösök Vidéke Egyesület
- TIT Öveges József Ismeretterjesztő és Szakképző Egyesület
- TIT Uránia Csillagvizsgáló
- Toldi Miklós Élelmiszeripari Szakképző Iskola és Kollégium
- Tolna Megyei TIT
- Trafó Kortárs Művészetek Háza
- Tudástársadalom Közhasznú Alapítvány
- Tyco Electronics – Transportation Solutions
- Váci Madách Imre Gimnázium
- Várkert Bazár – Várgondnokság Közhasznú Nonprofit Kft.
- Vas Megyei TIT
- Wekerle Sándor Üzleti Főiskola
- Wesley János Lelkészképző Főiskola
- ZÖLDKÖZPONT – Természet- és Vadvédelmi, Ökoturisztikai Központ Nonprofit Kft.
- Zsigmond Király Egyetem